# Vergonnes
Vergonnes è un ex comune francese di 336 abitanti situato nel dipartimento del Maine e Loira nella regione dei Paesi della Loira. Il 15 dicembre 2016 è stato incorporato nel nuovo comune di Ombrée d'Anjou insieme ai comuni di La Chapelle-Hullin, Chazé-Henry, Combrée, Grugé-l'Hôpital, Noëllet, Pouancé, La Prévière, Saint-Michel-et-Chanveaux e Le Tremblay.

## Società

### Evoluzione demografica
Abitanti censiti